# Forest/Vorst
Forest (französisch) oder Vorst (niederländisch) ist eine von 19 Gemeinden der zweisprachigen Region Brüssel-Hauptstadt in Belgien.
Die Gemeinde hat 58.044 Einwohner (Stand 1. Januar 2024) und ist 6,3 Quadratkilometer groß. Forest/Vorst liegt im Südwesten der Hauptstadt und grenzt an die Gemeinden Anderlecht, Saint-Gilles/Sint-Gillis, Ixelles/Elsene und Uccle/Ukkel der Region Brüssel-Hauptstadt sowie an die flämische Gemeinde Drogenbos.
In Forest/Vorst liegen zwei große Parkanlagen, der Parc de Forest/Park van Vorst und der Parque de Duden/Dudenpark, benannt nach dem deutschen Spitzenhändler Wilhelm Duden, sowie die Abtei St. Dionys.

## Geschichte
Schon die westfränkischen Herrscher kannten den Ort, der – in der Geschichte sehr selten – schon im 9. Jahrhundert den gleichen Namen trug wie heute: 877 schenkte Karl II. dem Kloster Nivelles Güter „in villulam Forest“, und auch Zwentibold beschenkte das Kloster Nivelles 897 mit Gütern in „villula Forest“ (Regnum Francorum online, D_Charles_II, 433 und D_Zw 016). Zwischen 1105 und 1106 soll nach der belgischen Geschichtsschreibung hier ein Benediktinerinnenkloster gegründet worden sein. Erst 1239 wurde die erste Äbtissin gewählt. Das Kloster, das wohl bedeutungslos blieb, kam unter die Herrschaft des Bischofs von Cambrai. Kaiser Joseph II., Herrscher auch der Österreichischen Niederlande, verfügte seine Auflösung. Die barocken Klostergebäude, nach einem Brand von 1764 neu erbaut, stehen noch, ihre Wirkung ist aber durch zwei dicht benachbarten moderneren Häusern beeinträchtigt.

## Politik

### Stadtrat
- PTB: 8
- PS: 9
- Ecolo: 8
- MR - DéFI: 10
- LE: 2

MR - DéFI wurde mit 10 Sitzen stärkste Kraft. 
 Trotzdem wurde eine Mitte-Links Koalition aus PS, PTB und Ecolo gebildet. 
 Die Koalition kommt auf 25 der 37 Sitze und somit auf eine genaue 2/3 Mehrheit.
- PTB: 12
- PS: 53
- Ecolo: 40
- DéFI: 7
- MR - DéFI: 41
- LE: 7
- MR: 16
- Sonst.: 3

In diesem Fall hätten PS und Ecolo eine Mehrheit. 
 Sie kommen auf 93 der 90 nötigen Sitze bei einem Parlament von 179 Abgeordneten.

## Industrie
Bereits 1926 errichtete André Citroën in Forest/Vorst seine erste außerfranzösische Autofabrik, die bis zum Zweiten Weltkrieg rund 30.000 Wagen herstellte. Nach einer Bombardierung 1944 wurde der Betrieb nach dem Krieg schnell wieder aufgenommen und Citroën expandierte und erreichte 1972 eine Rekordproduktion von über 73.000 Wagen pro Jahr. Nach der Ölkrise und durch den Abbau der Zollschranken innerhalb der Europäischen Wirtschaftsgemeinschaft wurde die Fabrik zunehmend verlustreich und 1980 schließlich geschlossen. Bereits 1948 ließ sich auch Volkswagen mit einem Werk in Forest/Vorst nieder, das mit der Nähe zum Südbahnhof, Gare du Midi und den Gleisanlagen günstig gelegen war. 1987 breitete sich Volkswagen aus und übernahm die ehemaligen Citroën-Gebäude, später wurde auf Audi-Modelle umgestellt und ab 2020 werden der Audi e-tron und dessen Sportback-Version produziert.

## Verkehr
Forest/Vorst wird von S-Bahn Brüssel und weiteren Zügen der Nationalen Gesellschaft der Belgischen Eisenbahnen angefahren, da sich auf dem Gemeindegebiet die beiden Bahnhöfe Forest-Midi/Vorst-Zuid (Linie S2) und Forest-Est/Vorst-Oost (Linie S1) befinden. Die Feinerschließung der Gemeinde übernehmen die Tramlinien 4, 18, 82 und 97 sowie zahlreiche Buslinien.

## Sehenswürdigkeiten
- Die Art-déco-Kirche St. Augustin (→ Lage)
- Die frühere Brauerei Wielemans-Ceuppens, architektonisch eine Mischung aus Art déco und Moderne, heute ein Kultur- und Kunstzentrum (→ Lage)
- Zwei nebeneinander liegende Jugendstilbauten in der Avenue de Mont Kimmel / Kemmelberglaan (→ Lage)
- Abbaye de Forest/Abdij van Vorst, eine alte Abtei, heute ein Kulturzentrum; daran schließt sich die Kirche St. Denis (→ Lage)
- Das wiederum in Art déco erbaute Rathaus (→ Lage)
- Die Haupttribüne des Fußballstadions Joseph Marien (→ Lage)
- Die Frontseite des Gefängnisses Prison de Forest/Gevangenis van Vorst (→ Lage)

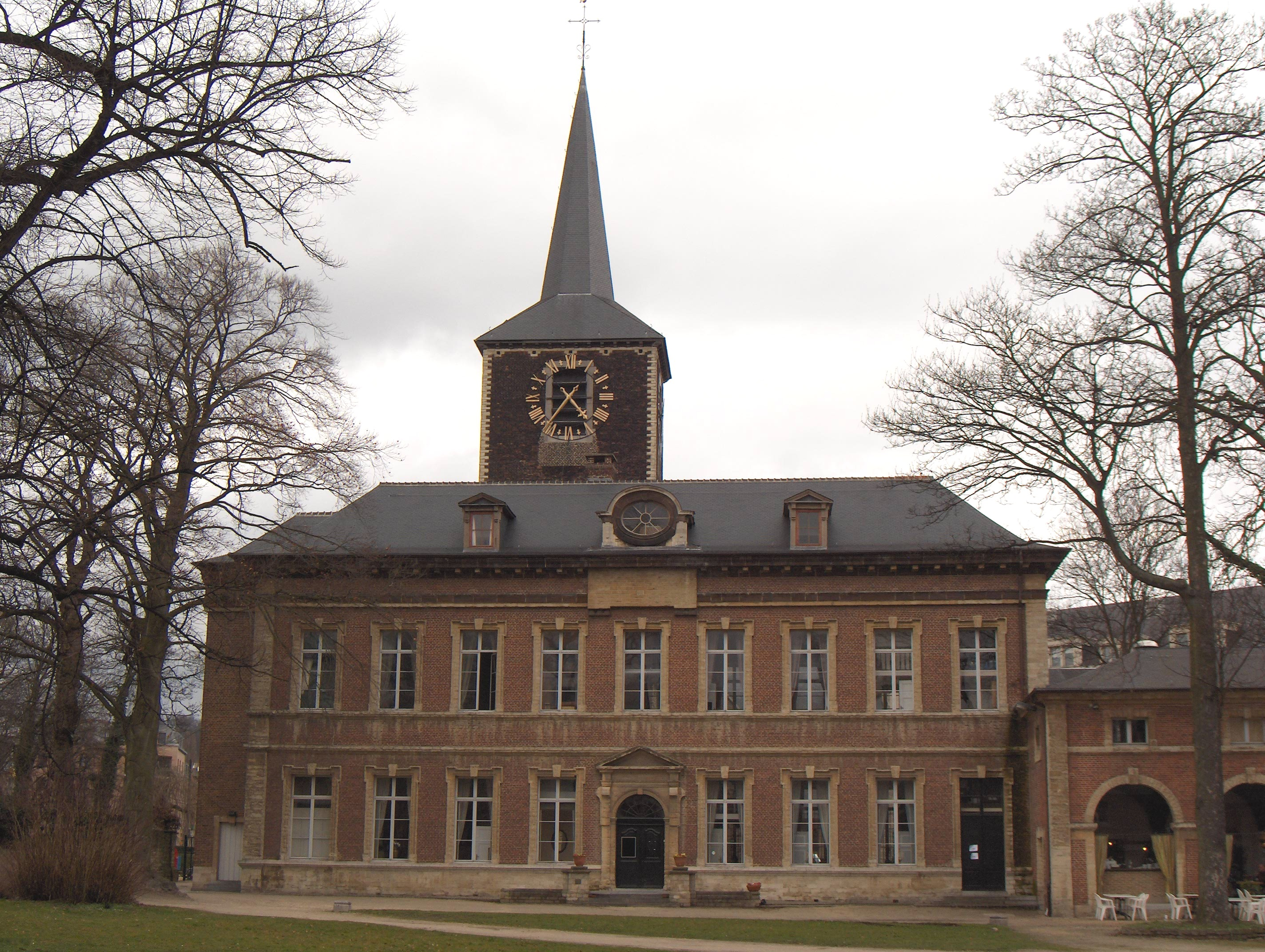
Ehemalige Benediktinerinnenabtei
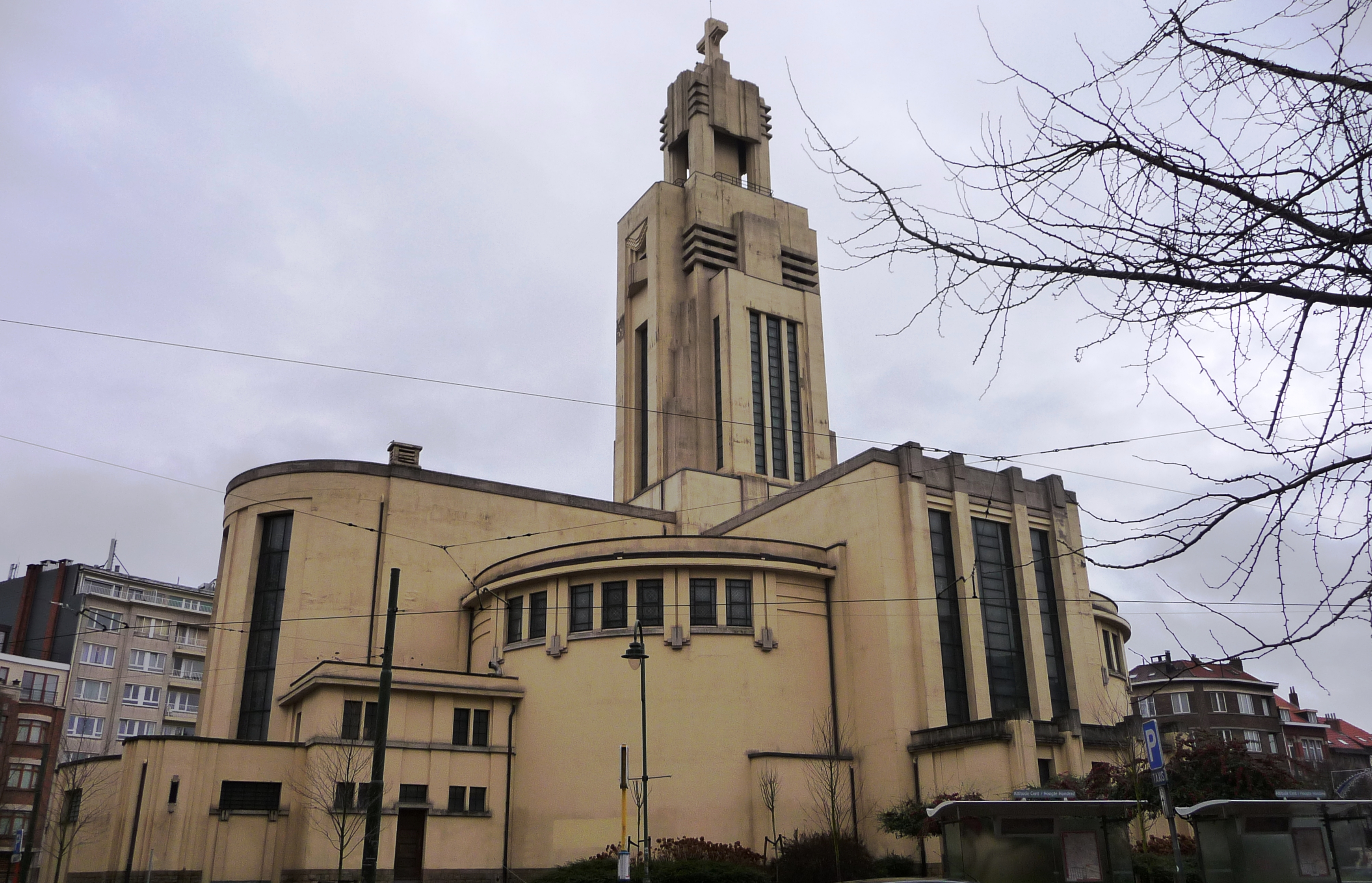
Kirche St. Augustin
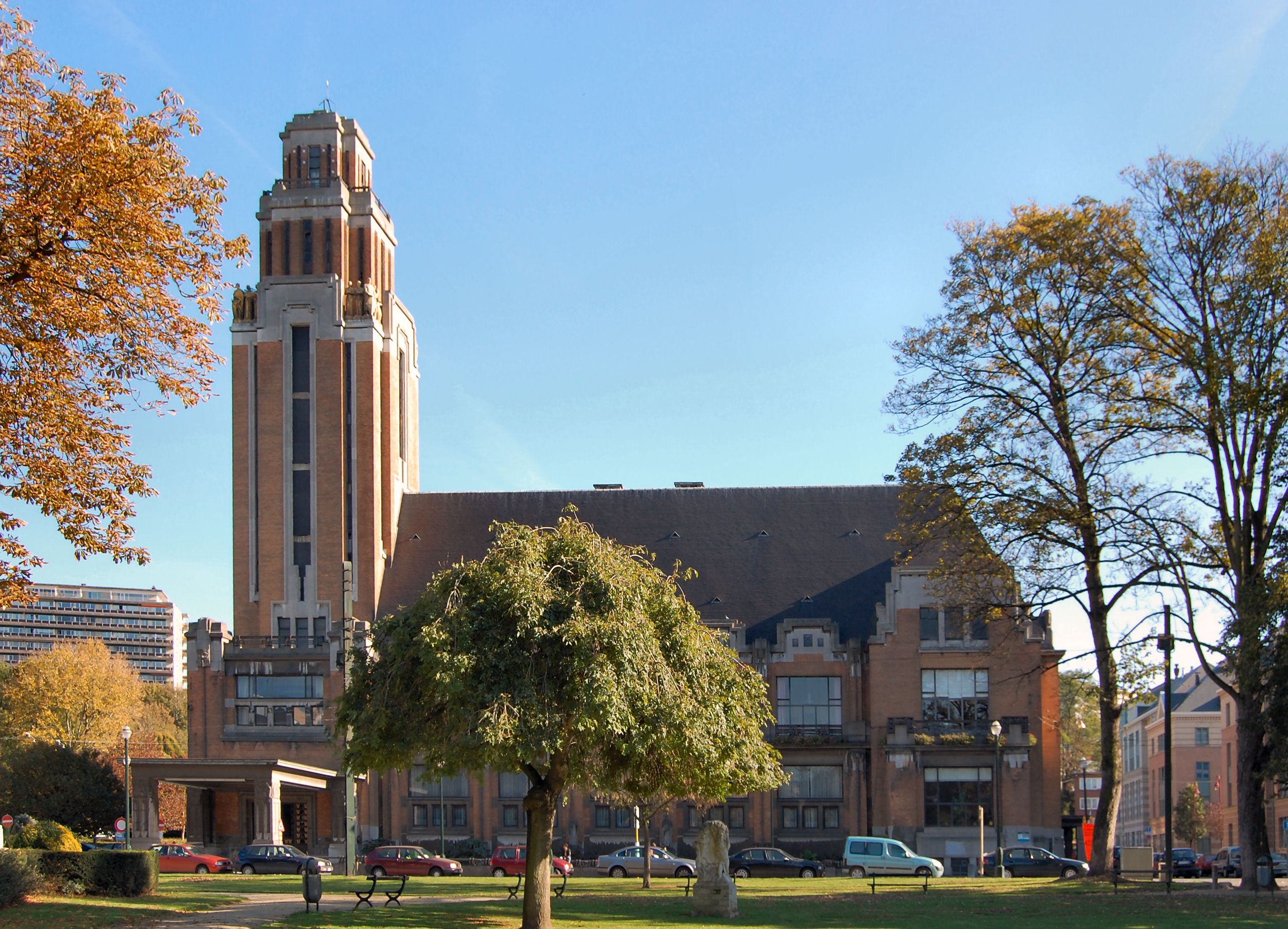
Rathaus
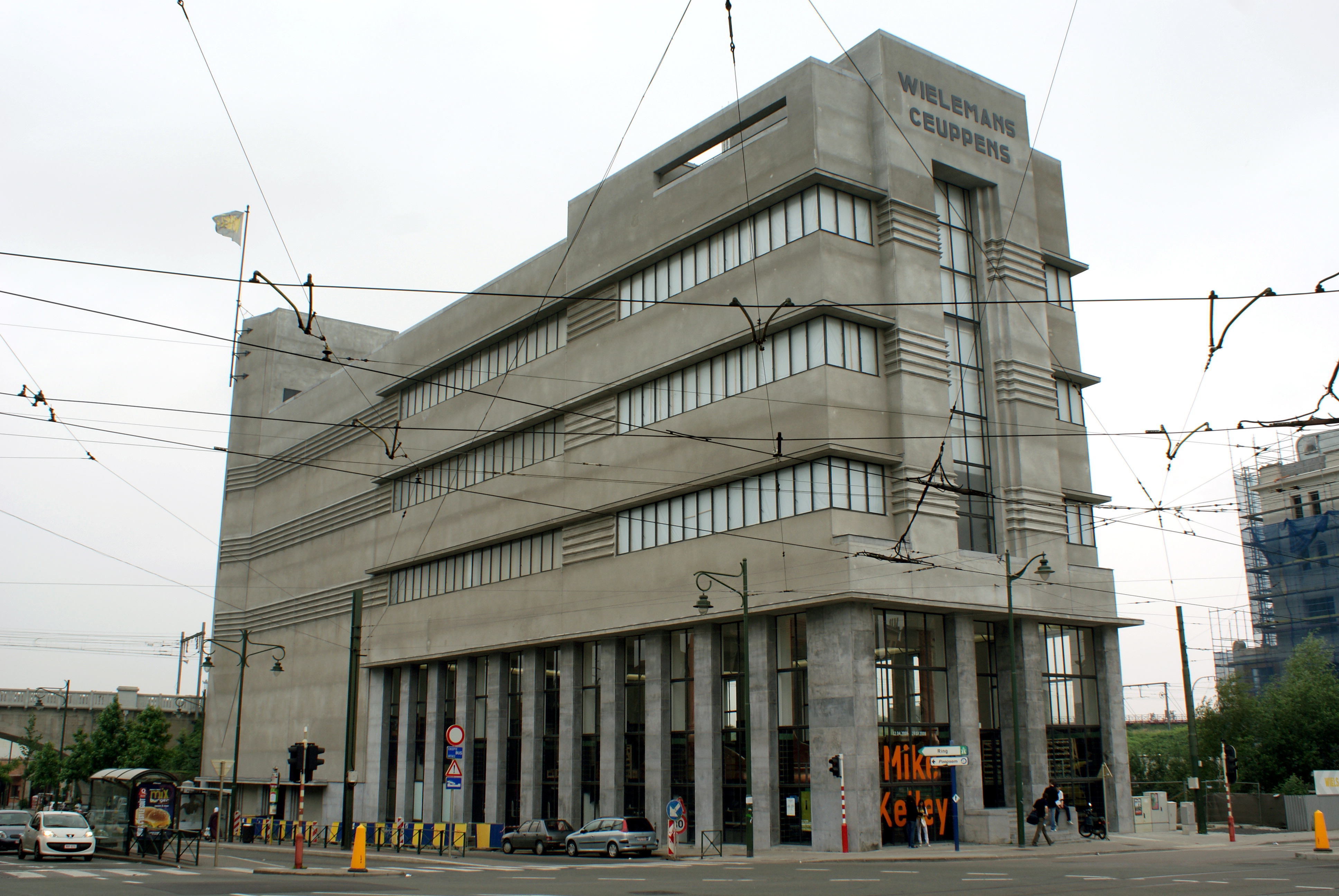
Die frühere Brauerei Wielemans-Ceuppens
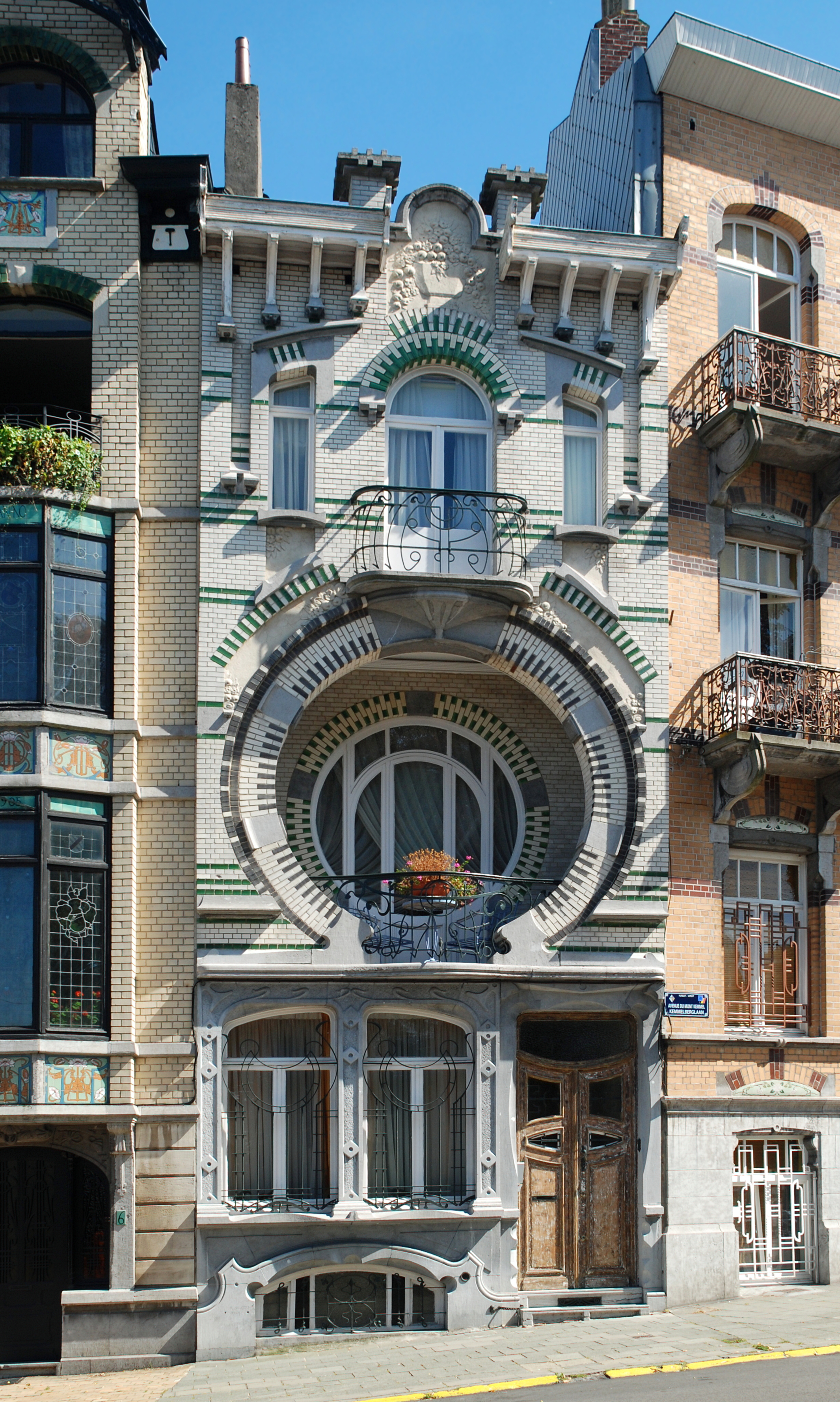
Jugendstilhaus in der Avenue de Mont Kimmel

## Persönlichkeiten
- Louise Ochsé (1884–1944), Bildhauerin, NS-Opfer
- Henri Wynsdau (1897 – nach 1935), Radrennfahrer
- Georges Meuris (1907–1984), Fußballspieler und -trainer
- Jules Harmel (1908–1945), Benediktiner, NS-Opfer
- Paul Vanden Boeynants (1919–2001), Politiker